# Beqa
Beqa (IPA: [mbe nga]) je ostrov ležící 10 kilometrů jižně od hlavního fidžijského ostrova Viti Levu. Nachází se na 18,40° jižní šířky a 178,13° východní délky. Ostrov má rozlohu 36 km² a dosahuje maximální výšky 457 metrů.
Na ostrově je osm vesnic. Rukua, na západním pobřeží, je známa tradičním obřadem chůzí v ohni. Na ostrově se nachází známé letovisko Beqa Lagoon Resort.